# Adenanthos stictus
Adenanthos stictus es una planta de la familia Proteaceae, nativo de la costa sur de Australia Occidental. Fue descrito por Alex George en 1974.